# Sorenson Squeeze
Sorenson Squeeze és un programa de compressió d'àudio i vídeo creat per Sorenson Media, Inc.
Permet la codificació a formats com QuickTime, Windows Media Video, Adobe Flash Video, WebM, WMV o Silverlight; i a diversos contenidors multimèdia: 3GP, Flash, AVI, Matroska, MXF, entre d'altres.
Per poder dur a terme les compressions i conversions, Sorenson Squeeze treballa amb gran quantitat de còdecs. Entre els més coneguts i utilitzats es troben Sorenson Spark Pro, H.264, H.263, VP6, MPEG-1 i 2, i MPEG-4.
És compatible en els sistemes operatius Apple Macintosh i Microsoft Windows, i amb la majoria d'editors d'imatge i so (Apple Final Cut Pro o Adobe Premiere en les versions CS4 i CS5). Es pot obtenir al web Arxivat 2010-04-07 a Wayback Machine. mitjançant descàrrega electrònica (de pagament) o CD.

## Història
Sorenson Media va ser fundada per James Lee Sorenson l'any 1995 i des dels seus inicis s'ha especialitzat en el camp de la compressió i codificació de vídeo. El primer còdec de vídeo que va crear la companyia el 1998, Sorenson Video 1 (SV1), és en el qual estan basats la majoria de programes de la gamma Sorenson Squeeze que s'han posat a la venda posteriorment.

## Versions
- Sorenson Squeeze 3 va ser llançat al mercat l'any 2001.[3]
- Sorenson Squeeze 5 es troba disponible a partir del 31 de març de l'any 2008.[4]
- Sorenson Squeeze s'actualitza a la versió 5.1 l'11 de maig del 2009.[5]
- Sorenson Squeeze 6 és llançat al mercat el 3 de novembre de 2009.[6]
- Sorenson Squeeze 7 apareix com a nova versió el 25 de gener de 2011.[7]
- Sorenson Squeeze 8 i Sorenson Squeeze 8 Lite l'1 de novembre de 2011.[8]
- Sorenson Squeeze torna a actualitzar-se a la versió 8.5 el 2012.[9]
- Sorenson Squeeze 9 és llançat al mercat el 6 d'abril de 2013.[10]

## Sorenson Squeeze 9

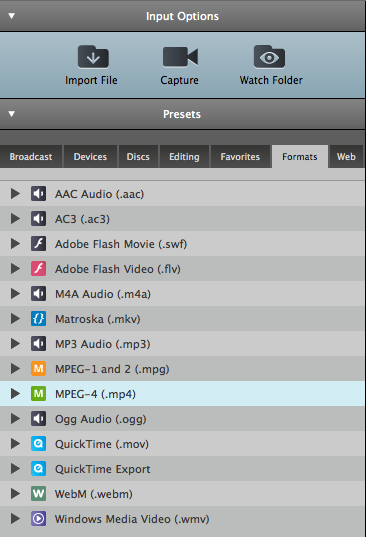
Taula de formats als que Sorenson Squeeze 9 permet la conversió

Sorenson Squeeze 9 és l'última actualització del programa que ha sortit a la venda. Entre les novetats que inclou respecte a l'anterior actualització (8.5) es troben:
- Disponible als sistemes operatius Windows 8 i MAC OS 10.8
- Disseny més intuitiu per facilitar l'experiència de l'usuari
- Opció de publicar sense necessitat de recodificar
- Filtre de correcció del color
- Última versió del còdec x264
- Funciona com un pluggin d'Adobe CS6
- Lector de FFmpeg
- Lector de MainConcept (V2)
- La versió MainConcept H.264 CUDA permet CBR, Interlace Mode, Frames de referència, múltiples talls i HRD (Blu Ray)
- Actualització a Qt 4.8.4 (Qt és el programa per crear la interfície de Squeeze)
- Permet l'ús del codi de temps de la font original o modificar-lo a través de filtres
- Millor qualitat i més velocitat a MainConcept 9.6 SDK

### Sorenson Squeeze Standard i Sorenson Squeeze Pro
Hi ha disponibles dues versions:
- Sorenson Squeeze 9 Standard, que costa 549$ (402 Euros)
- Sorenson Squeeze 9 Pro, amb un preu de venda al públic de 749$ (549 Euros)

Tant la versió Standard com la Pro disposen d'una versió de prova gratuïta amb una durada de 30 dies.

#### Taula comparativa
La diferència entre les dues versions rau en la disponibilitat d'ús de formats com Apple ProRes o Avid DNxHD.
| Característiques                                 | Sorenson Squeeze 9 Pro | Sorenson Squeeze 9 Standard |
| ------------------------------------------------ | ---------------------- | --------------------------- |
| Suport a Windows Server 2008 R2                  |                        |                             |
| Suport Premium (inclou suport telefònic)         |                        |                             |
| Inclou el llibre de compressió de Jan Ozer (PDF) | Sí                     | No                          |
| Acceleració GPU amb CUDA                         | Sí                     | Sí                          |
| Watch folders                                    | Sí                     | Sí                          |
| Utilització multi nucli avançada (velocitat)     | Sí                     | Sí                          |
| Compressió simultànea                            | Sí                     | Sí                          |
| Notificacions                                    | Sí                     | Sí                          |
| Opcions de publicació                            | Sí                     | Sí                          |
| Integració amb Adobe Premiere                    | Sí                     | Sí                          |
| Integració amb Final Cut 7                       | Sí                     | Sí                          |
| Video stitching - Pre & Post roll                | Sí                     | Sí                          |
| Integració amb Avid                              | Sí                     | Sí                          |
| Integració amb el servidor d'Squeeze             | Sí                     | Sí                          |
| Integració amb Sorenson 360                      | Sí                     | Sí                          |
| Filtres professionals d'àudio i vídeo            | Sí                     | Sí                          |
| Finestra de treball d'edició                     | Sí                     | Sí                          |
| Pre-visualització de la codificació              | Sí                     | Sí                          |
| Núvol d'emmagatzemament de 5 GB                  | Sí                     | Sí                          |
| Revisió i aprovació                              | Sí                     | Sí                          |
| Formats                                          | Sorenson Squeeze 9 Pro | Sorenson Squeeze 9 Standard |
| Dolby AC3 Plus Pro                               |                        |                             |
| Apple ProRes (només per Mac)                     | Sí                     | No                          |
| Avid DNxHD (MXF)                                 | Sí                     | No                          |
| Apple HLS                                        | Sí                     | Sí                          |
| Adobe Flash Dynamic*                             | Sí                     | Sí                          |
| Microsoft Smooth Streaming*                      | Sí                     | Sí                          |
| Dolby AC3 Consumer Stereo                        | Sí                     | Sí                          |
| Quick Time Exporters                             | Sí                     | Sí                          |
| MPEG Transport Stream                            | Sí                     | Sí                          |
| MPEG-DASH*                                       | Sí                     | Sí                          |
| HTML5                                            | Sí                     | Sí                          |
| Flash FLV                                        | Sí                     | Sí                          |
| Flash SWF                                        | Sí                     | Sí                          |
| MPEG-4                                           | Sí                     | Sí                          |
| QuickTime                                        | Sí                     | Sí                          |
| WebM                                             | Sí                     | Sí                          |
| Matroska                                         | Sí                     | Sí                          |
| Windows Media                                    | Sí                     | Sí                          |
| MPEG-1                                           | Sí                     | Sí                          |
| MPEG-2                                           | Sí                     | Sí                          |
| MP3                                              | Sí                     | Sí                          |
| Ogg                                              | Sí                     | Sí                          |
| WMA                                              | Sí                     | Sí                          |
| M4A                                              | Sí                     | Sí                          |
| AAC                                              | Sí                     | Sí                          |
| * Codificació de bitrate adaptativa              |                        |                             |
| Preu de venda al públic                          | Sorenson Squeeze 9 Pro | Sorenson Squeeze 9 Standard |
| Ús comercial                                     | 749$ (549 €)           | 549$ (402 €)                |
| EDU/GOV/sense ànim de lucre                      | 674$ (494 €)           | 494$ (362 €)                |
| Plug-in Dolby AC3 Plus Pro                       | 99$ (72,5 €)           | 99$ (75,5 €)                |

## Requeriments del sistema
Per poder instal·lar Sorenson Squeeze 9 (tant la versió Standard com la Pro) calen una sèrie de requisits en funció del sistema operatiu de l'ordinador.

### Requeriments per Windows
- Microsoft® Windows® XP o posterior (Windows 7 o Windows 8 recomanat)
- Pentium® IV o posterior
- 1 GB de memòria RAM
- 200 MB d'espai disponible al disc dur
- QuickTime 7.2 o versions posteriors
- DirectX 9.0b o versions posteriors

### Requeriments per Macintosh
- Mac OS X 10.6 o posterior (OS X 10.7 o OS X 10.8 recomanat)
- Processador Intel®
- 1 GB de memòria RAM
- 200 MB d'espai disponible al disc dur